# Donald Thomas (football américain)
Pour les articles homonymes, voir Donald Thomas (homonymie) et Thomas.
 (septembre 2017).
Si vous disposez d'ouvrages ou d'articles de référence ou si vous connaissez des sites web de qualité traitant du thème abordé ici, merci de compléter l'article en donnant les références utiles à sa vérifiabilité et en les liant à la section « Notes et références ».
(en) Statistiques sur pro-football-reference
Donald Grant Thomas (né le 25 septembre 1985 à New Haven) est un joueur américain de football américain. Il joue actuellement avec les Colts d'Indianapolis au poste d'offensive guard.

## Enfance
Thomas étudie à la West Haven High School. Il se montre comme un grand sportif, évoluant dans les équipes de basket-ball, baseball et football.

## Carrière

### Université
Il entre à l'université du Connecticut où il commence à jouer avec l'équipe de basket-ball des Huskies. Danny Lansanah, jouant avec lui et occupant le poste de linebacker avec l'équipe de football américain, le convainc de rejoindre les rangs de l'équipe de l'université. Cela se conclut par sa sélection lors de sa dernière année, parmi un des meilleurs joueurs de la conférence Big East.

### Professionnel
Donald Thomas est sélectionné au sixième tour du draft de la NFL de 2008 par les Dolphins de Miami au 195e choix. Il s'illustre lors du camp d'entraînement et reçoit le poste d'offensive guard titulaire. Le 7 septembre 2008, il joue son premier match en NFL contre les Jets de New York mais il se blesse lors du second quart-temps au pied. Il continue néanmoins le match mais la blessure s'annonce plus grave, s'étant fracturé un os du pied. Deux jours plus tard, il est mis dans la injuried reserve (blessé jusqu'à la fin de la saison). La saison suivante, il revient au poste de guard et joue seize matchs dont douze comme titulaire, provoquant son premier fumble.
Après cette saison, il ne joue aucun match en 2010. Libéré puis signant avec les Lions de Détroit, il ne joue aucun match sous la tunique bleu ciel des Lions. Vers la mi-septembre, il s'engage avec les Patriots de la Nouvelle-Angleterre.
En 2013, il s'engage avec les Colts d'Indianapolis.

## Palmarès
- Équipe de la conférence Big East 2007